# Neil Arnott
Neil Arnott (Arbroath, 15 de maio de 1788 — Londres, 2 de março de 1874) foi um médico escocês.
Foi um dos fundadores da Universidade de Londres.

## Publicações
- On the Smokeless Fire-place, Chimney-valves, and Other Means, Old and New of obtaining Healthful warmth and ventilation (London: Longman, Green, Longman & Roberts, 1855)
- Elements of Physics (Philadelphia: Blanchard & Lea, 1856) (US edition, with additions by Isaac Hays)
- A Survey of Human Progress (London: Longman, Green, Longman & Roberts, 1861)

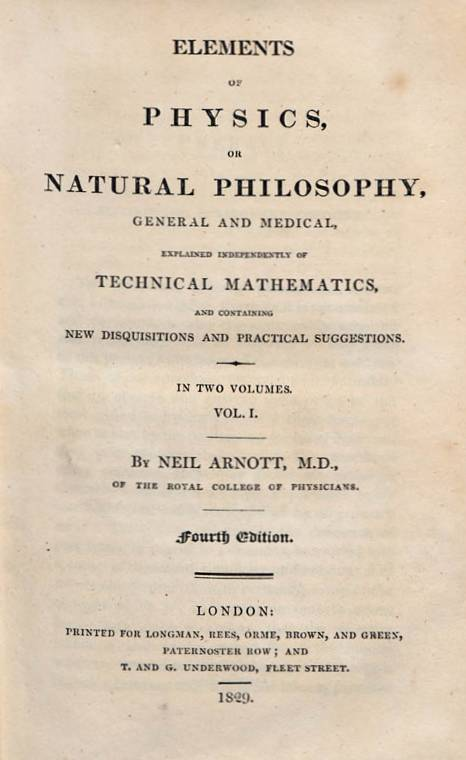
Elements of physics, 1829